# Sean Rhyan
Sean Michael Rhyan (Laguna Hills, 15 settembre 2000) è un giocatore di football americano statunitense che milita nel ruolo di offensive tackle per i Green Bay Packers della National Football League (NFL).

## Carriera

### Green Bay Packers
Al college Rhyan giocò a football a UCLA. Fu scelto dai Green Bay Packers nel corso del terzo giro (92º assoluto) del Draft NFL 2022. Debuttò come professionista subentrando nella gara della settimana 9 contro i Detroit Lions. Il 25 novembre 2022 fu sospeso dalla lega per sei partite per uso di sostanze vietate.